# Володинка
Воло́динка (рос. Володинка, ерз. Володинка) — присілок у складі Ічалківського району Мордовії, Росія. Входить до складу Лобаскинського сільського поселення.

## Населення
Населення — 8 осіб (2010; 8 у 2002).
Національний склад (станом на 2002 рік):
- росіяни — 100 %